# Тешківка
Тешківка (біл. вёска Цешкаўка) — село в складі Борисовського району Мінської області, Білорусь. Село підпорядковане Гливинській сільській раді, розташоване в північно-східній частині області.